# Phường 9 (Quận 11)
Phường 9 is een phường in Ho Chi Minhstad, de grootste stad van Vietnam, die ligt in de overgang van Đông Nam Bộ en de Mekong-delta. Het behoort tot Quận 11, een van de districten van Ho Chi Minhstad.